# 사이타마 신문
사이타마 신문(일본어: 埼玉新聞 / さいたましんぶん)은 사이타마현 사이타마시에서 발행되고 있는 일간지이다. 1944년 10월 16일에 창간되었다.